# الشاهلية (بني مطر)

تعديل مصدري - تعديل

الشاهلية هي إحدى قرى عزلة الحدب بمديرية بني مطر التابعة لمحافظة صنعاء، بلغ تعداد سكانها 275 نسمة حسب تعداد اليمن لعام 2004.